# 女人变狐狸
《女人变狐狸》（Lady into Fox ）是大卫·加内特以真名发表的第一部小说，出版于1922年。这部短小而神秘的作品为他赢得了詹姆斯·泰特·布莱克纪念奖，一年后又为他赢得豪森登奖。
它作为一部以现代社会为背景的奇幻作品，属于当代奇幻的范畴，在写作时，它还未被视为一种独特的体裁。

## 情节
理查德·泰布瑞克（Richard Tebrick）24岁的妻子西尔维娅·泰布瑞克（Silvia Tebrick）在森林里散步时，突然变成了一只狐狸。泰布瑞克先生遣散了所有的仆人，试图保守住西尔维娅的秘密，但是西尔维娅的童年保姆回来了。虽然西尔维娅最初表现得像人一样，仍然穿衣服，玩扑克，但她的行为越来越像狐狸，给丈夫带来了极大的痛苦。最终，泰布瑞克先生将西尔维娅放到野外，在那里她生下了五个孩子，泰布瑞克给他们取名，每天和他们玩耍。尽管特布里克努力保护西尔维娅和她的幼崽，但她最终还是在一次猎狐中被狗杀死；特布里克试图救出西尔维娅，伤势严重，最终还是康复。
2004年，麦克斯威尼出版社（McSweeney's）柯林斯图书馆（Collins Library）重新出版了《女人变狐狸》。

## 评价和影响
丽贝卡·韦斯特称《女人变狐狸》是英国十年中“最具想象力的作品”之一。
这部小说的成功引起了几次模仿。其中包括克里斯托弗·沃德（Christopher Ward，1868-1943）的戏仿《绅士变成鹅》（Gentleman Into Goose，1924年），而让·布鲁勒（Jean Bruller）的《西尔瓦》（Sylva，1961年），则描绘了一只狐狸变成了一个女人。

## 改编
1939年，英国编舞家安德烈·霍华德（Andrée Howard）根据加内特所写的书，为兰伯特芭蕾舞团（Ballet Rambert）创作了一部同名音乐作品。萨莉·吉尔摩（Sally Gilmour）跳西尔维娅·泰布瑞克（Silvia Tebrick），确保了芭蕾的成功。音乐是阿蒂尔·奥涅格的钢琴曲（“Sept pièces brèves”和“Tocata et variations”），由纳迪亚·贝努瓦（Nadia Benois）设计布景和服装。